# Marc Petitjean
 (août 2020).
Si vous disposez d'ouvrages ou d'articles de référence ou si vous connaissez des sites web de qualité traitant du thème abordé ici, merci de compléter l'article en donnant les références utiles à sa vérifiabilité et en les liant à la section « Notes et références ».
Pour les articles homonymes, voir Petitjean.
Marc Petitjean, né le 27 juillet 1951 à Paris, est un photographe et cinéaste français. Il est également scénographe et enseigne la vidéo à l'École des Arts décoratifs de Paris.

## Une œuvre de longue haleine de documentation
Les thématiques de ses photographies ont pour caractéristique de s’inscrire sur de longues périodes, comme Métro Rambuteau, réalisé sur plus de quinze ans et qui détaille d’un point de vue humain la transformation sociale et architecturale du quartier des Halles/Beaubourg depuis 1970. Il a ainsi suivi la disparition de l'habitat populaire des Halles, ainsi que le destin évanescent de leurs habitants au fil des années après le démantèlement des halles et la mise en œuvre des programmes d'urbanisme de l'État, comprenant en particulier le Centre Pompidou. Après les brutales expulsions des habitants des espaces en réfection proches des Halles détruits vers la périphérie, il suit la résistance fataliste puis le départ des derniers représentants du monde populaire d'autrefois, les ouvriers, fleuristes, artisans et restaurateurs de son quartier de l'Horloge. Cette première tâche minutieuse, toujours continuée, l'incite à poursuivre ses prises de vues alors que se multiplie les hôtes errants, SDF ou Sans-domicile-Fixe.    
Ce long travail d'exploration qui livre à son terme des clichés de SDF parisiens, simples êtres humains endormis dans un coin de la rue ou le jeu subtil d'évitement du regard des passants a donné lieu à diverses expositions, dont une au Centre Pompidou, à la publication d’un livre chez Hazan, à la vidéo Preuves ordinaires, montrée en 2003 au Forum des Images à Paris.
En 1975 il réalise son premier documentaire sur l’artiste américain Gordon Matta-Clark. Pendant plusieurs années il continue à interroger l’art et la création avec des films sur Renzo Piano, César, les Beaux-Arts de Nancy, Nicolas Frize. 
Dans les années 2000, il s’oriente vers des sujets sociétaux, mettant en lumière des individus singuliers confrontés à des réalités sociales, économiques ou politiques, avec des films tels que L'École de la police, Les Orphelins de Duplessis, Blessures atomiques, Délocalisations.

## Scénographies
En tant que scénographe il réalise des décors de films, notamment pour Jean-Pierre Denis, Amos Gitaï et Paolo Barzman, ainsi que des expositions pour la Cité des Sciences, la Grande Arche de la Défense, le Futuroscope et le Grand Palais.

## Filmographie
(août 2020).
- 2020 : Dakar – Djibouti, 1931. Le butin du musée de l’Homme, 57 minutes
- 2016 : Mer de Chine, la guerre des archipels, 53 minutes
- 2015 : De Hiroshima à Fukushima, 80 minutes
- 2012 : Trésor Vivant, 90 minutes
- 2010 : Tokyo Freeters, 47 minutes
- 2007 : Zones Grises, 78 minutes
- 2006 : Blessures atomiques, 53 minutes
- 2005 : Délocalisations, 52 minutes
- 2003 : Les Orphelins de Duplessis, 52 minutes
- 2001 : Police Académie, 52 minutes
- 1999 : Renzo Piano, architecte au long cours, 52 minutes
- 1998 : Les Beaux-Arts à l'école, 53 minutes
- 1993 : César, 45 minutes. Série Mémoire
- 1991 : Nicolas Frize, une musique de pierres, 13 minutes

Courts métrages
- 2009 : Tony Ourlser, 26 minutes
- 1991 : Jean-François Lacalmontie, 13 minutes, 16 mm
- 1989 : La sculpture d'Emmanuel Saulnier, 13 minutes, 16 mm
- 1980 : Métro Rambuteau, 52 minutes, 16 mm

Créations vidéo
- 2008 : Nuit d'été, 10 minutes
- 2003 : Preuves ordinaires
- 1975-2006 : Intersection conique de Gordon Matta-Clark, 17 minutes
- 1996 : Objets trouvés, 13 minutes
- 1994 : Une autre ville, 17 minutes
- 1993 : La Mort dans l'âme, 7 minutes

## Ouvrages
- 2121 : Destin d'un homme remarquable - D'Hiroshima à Fukushima, Arléa, 208 p.  (ISBN 978-2363082534)[3]
- 2020 : L’ami japonais, Arléa, 176 p  (ISBN 2363082222)
- 2018 : Le cœur, Frida Kahlo à Paris, Arléa, 172 p  (ISBN 9782363081667)[4],[5],[6]
- 2015 : De Hiroshima à Fukushima : Le combat du Dr Hida face aux ravages dissimulés du nucléaire, Albin Michel, 178 p.  (ISBN 978-2226312716)
- 1997 : Métro Rambuteau, Fernand Hazan, 95 p.  (ISBN 978-2850255496)

## Scénographie
Expositions
- 1995 : « Images-Studios », exposition spectacle. Futuroscope de Poitiers.
- 1990 : « L’Eau » et « IMPRIMER-EXPRIMER », Cité des Sciences.
- 1990 : « Sur les motifs d'Auvers », Auvers-sur-Oise
- 1989 : « La traversée de Paris », Sections Les barricades et la Commune de Paris. Grande Arche de la Défense.
- 1987 : « Le 3e œil de Jacques-Henri Lartigue », photos en relief. Grand Palais.
- 1992-1993 : « Halle that Jazz », Grande Halle de la Villette.

Décors de films
- 1992 : Time is Money de Paolo Barzman
- 1988 : Berlin-Jerusalem d'Amos Gitaï
- 1986 : Champ d'honneur de Jean-Pierre Denis

## Photographie
Livre
- Métro Rambuteau, Fernand Hazan, 1997, 95 p. (ISBN 978-2-85025-549-6)

Expositions
- 2017 : « Géométrie dans l'espace ». Topographie de l’Art, Paris
- 2017 : « Marc Petitjean, Photographies 1972 -1985 ». Galerie Michèle Chomette, Paris
- 2016 : « Gordon Matta-Clark – Conical Intersect”  Emily Harvey Foundation, New York.
- 2006 : « Preuves Ordinaires », Centre de la Photographie (Nord-Pas de Calais) Lille
- 1997 : « Métro Rambuteau », Centre Pompidou
- 1994 : « 24, rue Beaubourg », Galerie Michèle Chomette
- 1975-1983 : « La mort d'un Bistrot », Paris, Rome, Bordeaux et Los Angeles.